# Luka Ivanušec
Luka Ivanušec (Varaždin, 26 de noviembre de 1998) es un futbolista croata que juega en la demarcación de centrocampista para el PAOK de Salónica F. C. de la Superliga de Grecia.

## Selección nacional
Tras jugar con la selección de fútbol sub-17 de Croacia, la sub-18, la sub-19 y la sub-21, finalmente debutó con la selección de fútbol de Croacia el 11 de enero de 2017. Lo hizo en un partido de la China Cup 2017 contra Chile que finalizó con un resultado de empate a uno tras el gol de Franko Andrijašević para Croacia, y de César Pinares para el combinado chileno.

### Participaciones en Eurocopas
| Copa          | Sede     | Resultado        | Partidos | Goles |
| ------------- | -------- | ---------------- | -------- | ----- |
| Eurocopa 2020 | Europa   | Octavos de final | 3        | 0     |
| Eurocopa 2024 | Alemania | Primera fase     | 1        | 0     |

### Goles internacionales
| # | Fecha                   | Estadio                               | Oponente | Gol | Resultado | Competición                         |
| - | ----------------------- | ------------------------------------- | -------- | --- | --------- | ----------------------------------- |
| 1 | 14 de enero de 2017     | Guangxi Sports Center, Nanning, China | China    | 0-1 | 1-1       | China Cup 2017                      |
| 2 | 8 de septiembre de 2023 | Stadion Rujevica, Rijeka, Croacia     | Letonia  | 2-0 | 5-0       | Clasificación para la Eurocopa 2024 |

## Clubes
| Club                            | País         | Año       | Partidos | Goles |
| ------------------------------- | ------------ | --------- | -------- | ----- |
| N. K. Lokomotiva                | Croacia      | 2015-2019 | 92       | 10    |
| G. N. K. Dinamo Zagreb          | Croacia      | 2019-2023 | 175      | 37    |
| Feyenoord                       | Países Bajos | 2023-2025 | 55       | 4     |
| PAOK de Salónica F. C. (cedido) | Grecia       | 2025-     |          |       |

## Palmarés

### Campeonatos nacionales
| Título                        | Club                   | País         | Año  |
| ----------------------------- | ---------------------- | ------------ | ---- |
| Primera Liga de Croacia       | G. N. K. Dinamo Zagreb | Croacia      | 2020 |
| Primera Liga de Croacia       | G. N. K. Dinamo Zagreb | Croacia      | 2021 |
| Copa de Croacia               | G. N. K. Dinamo Zagreb | Croacia      | 2021 |
| Primera Liga de Croacia       | G. N. K. Dinamo Zagreb | Croacia      | 2022 |
| Supercopa de Croacia          | G. N. K. Dinamo Zagreb | Croacia      | 2022 |
| Primera Liga de Croacia       | G. N. K. Dinamo Zagreb | Croacia      | 2023 |
| Supercopa de Croacia          | G. N. K. Dinamo Zagreb | Croacia      | 2023 |
| Copa de los Países Bajos      | Feyenoord              | Países Bajos | 2024 |
| Supercopa de los Países Bajos | Feyenoord              | Países Bajos | 2024 |